# San Rafael (Lempira)
San Rafael est une municipalité du Honduras, située dans le département de Lempira. La municipalité comprend 9 villages et 53 hameaux. Elle est fondée en 1900.

## Source de la traduction
- (en) Cet article est partiellement ou en totalité issu de l’article de Wikipédia en anglais intitulé « San Rafael, Lempira » (voir la liste des auteurs).